# Nieuwstraat-Kwartier
Nieuwstraat-Kwartier is een wijk ten zuidwesten van de binnenstad van de Nederlandse stad Almelo.
De wijk kwam op 4 september 2018 in het nieuws toen de politie met het Openbaar Ministerie en de Belastingdienst tijdens invallen bij twintig adressen in de Wondebuurt drie wietplantages vond en veel contant geld.

## Buurten
Nieuwstraat-Kwartier bestaat uit de volgende buurten:
- Nieuwstraat en omgeving
- Wonde en omgeving
- Witvoet en omgeving
- Achterlanden en omgeving

Stad: Almelo      Dorpen: Aadorp · Bornerbroek · Mariaparochie (deels)      Buurtschappen: Tusveld · Bavinkel · Deldenerbroek (deels)

Wijken: Binnenstad · De Riet · Noorderkwartier · Sluitersveld · Wierdensehoek · Nieuwstraat-Kwartier · Ossenkoppelerhoek · Hofkamp · Schelfhorst · Windmolenbroek

Voormalige gemeenten: Ambt Almelo · Stad Almelo

Overijssel · Steden en dorpen in Overijssel      Nederland · Provincies · Gemeenten